# روبن بيل دودسون
روبن بيل دودسون (بالإنجليزية: Robin Bell Dodson)‏ هي لاعبة بلياردو أمريكي ‏ أمريكية، ولدت في 30 مايو 1956 في أوماها في الولايات المتحدة.